# Vízi harmatkása
A vízi harmatkása (Glyceria maxima) a perjefélék családjába tartozó, szinte az egész világon elterjedt, vizek mentén élő növényfaj. 

## Megjelenése
A vízi harmatkása 60-200 cm magas, lágyszárú, évelő növény. Gyöktörzse hosszú, tarackos, kúszó. Buja növésű levelei élénkzöldek (fiatalon vöröses árnyalatúak lehetnek), 30-60 cm hosszúak, 0,7-2 cm szélesek, szélük kissé fodrozott. A levélhüvely sima, kerek.   
Virágzata 20-40 cm hosszú, dúsan szétágazó, terebélyes, laza buga. A füzérkék hosszúkásak, kissé lapítottak, 5-10 virágúak, színük eleinte világoszöld, később ibolyásszürke.
Termése 1,5-2 mm hosszú, tojásdad, sötétbarna, fénylő szemtermés. 

## Elterjedése és életmódja
Eurázsiában őshonos a Brit-szigetektől Japánig és Kamcsatkáig. Észak-Amerikába, Ausztráliába és Új-Zélandra behurcolták. Magyarországon a közönséges nád mellett az egyik leggyakoribb vízparti növény. 
Vizes élőhelyen, folyók, tavak mentén, mocsarakban, ártéri területeken él, állományalkotó is lehet. A sekélyebb, 75 cm mély vízben is jól megél, sőt 1,5 méterig előfordulhat. 
Magvai tavasszal csíráznak, hajtásai gyorsan növekednek. A második évtől virágzik. Magról vagy vegetatívan, gyöktörzse sarjaival szaporodik. Agresszívan terjedhet, több országban invazív fajként van számontartva.

## Jelentősége
Szemtermését régen fogyasztották. Hajnalban, amikor az érett szemek nem peregnek ki könnyen, összegyűjtötték, famozsárban hántolták és kásának megfőzték. Kedvelt tápláléka a víziszárnyasoknak.
Csíkos levelű változata kerti tavak mellé ültetett dísznövény.
A fiatal növények mérgezőek, ciánglikozidot tartalmaznak, amely a szervezetben hidrogén-cianidra és cukorra bomlik. Szárítva a mérgező hatás csökken. A mérgezéshez szükséges mennyiséget elsősorban a legelő állatok fogyasztják el. Tünetei: szapora légzés és szívverés, bizonytalan járás, légzési nehézségek, a szem- és nyakizmok és a végtagok görcsös összehúzódásai. Súlyos esetben a légzőizmok bénulása miatt halál is beállhat. A mérgezés lefolyása gyors, az első tünetek 15-30 percen belül jelentkeznek.    

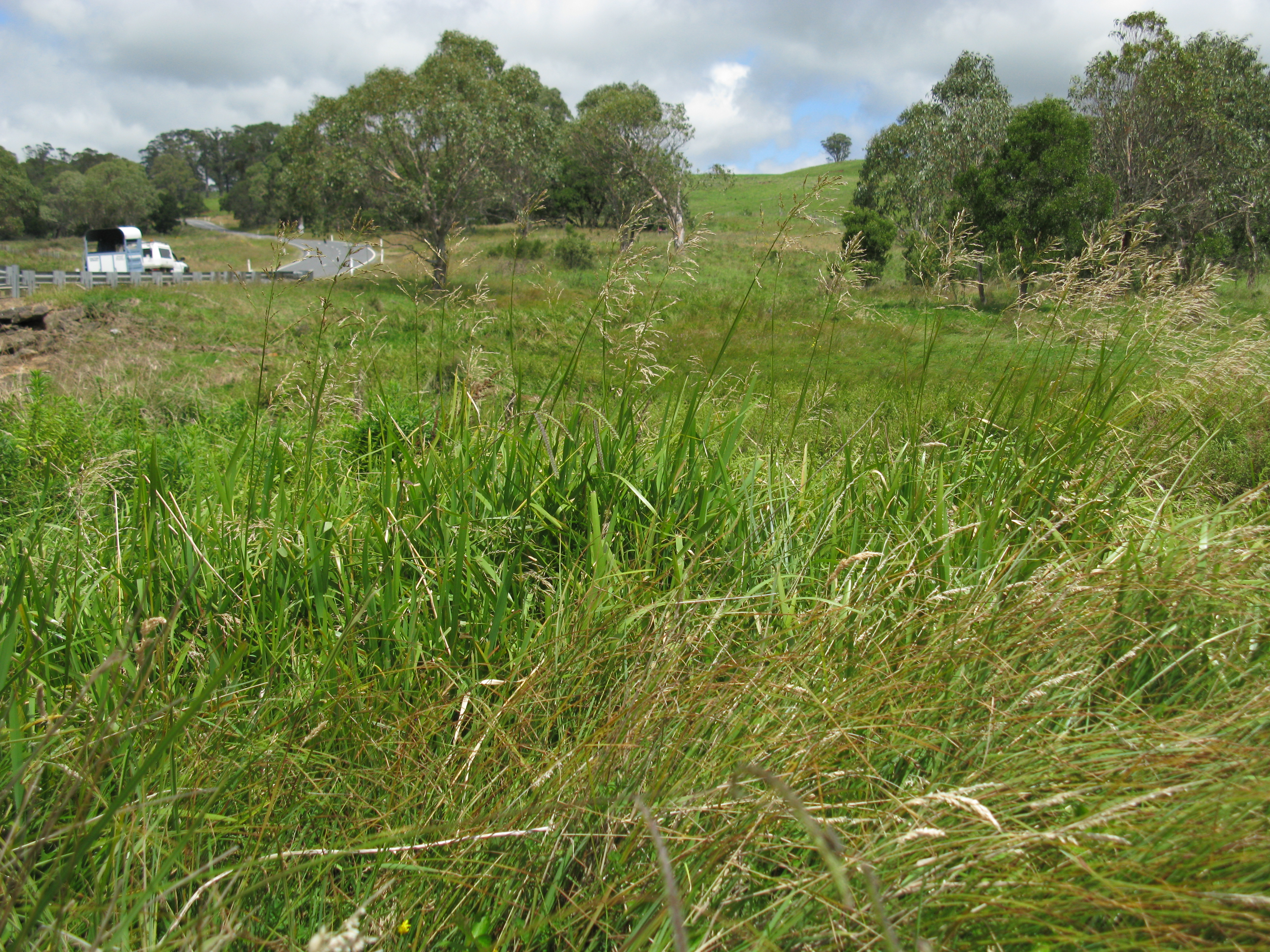
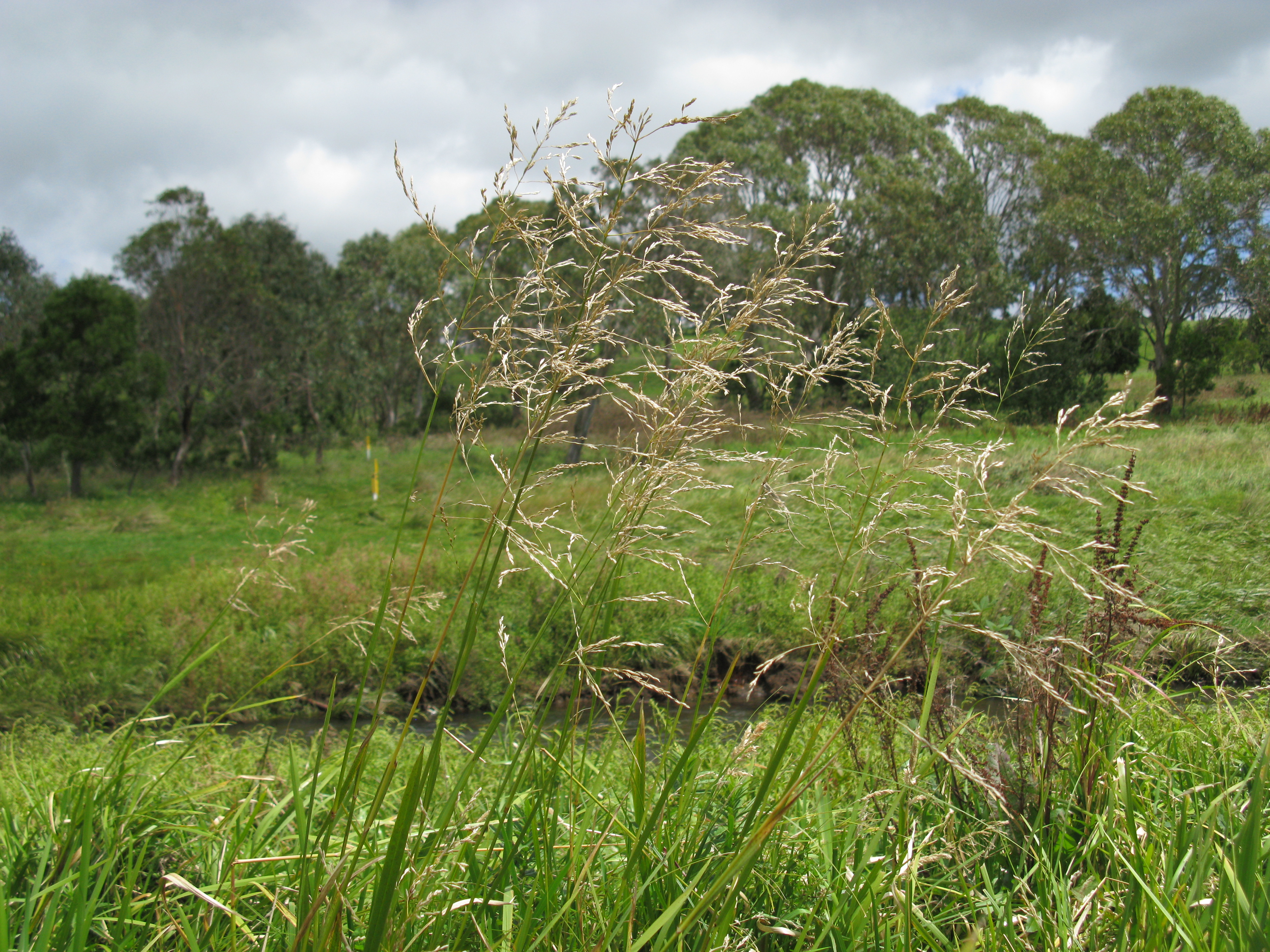
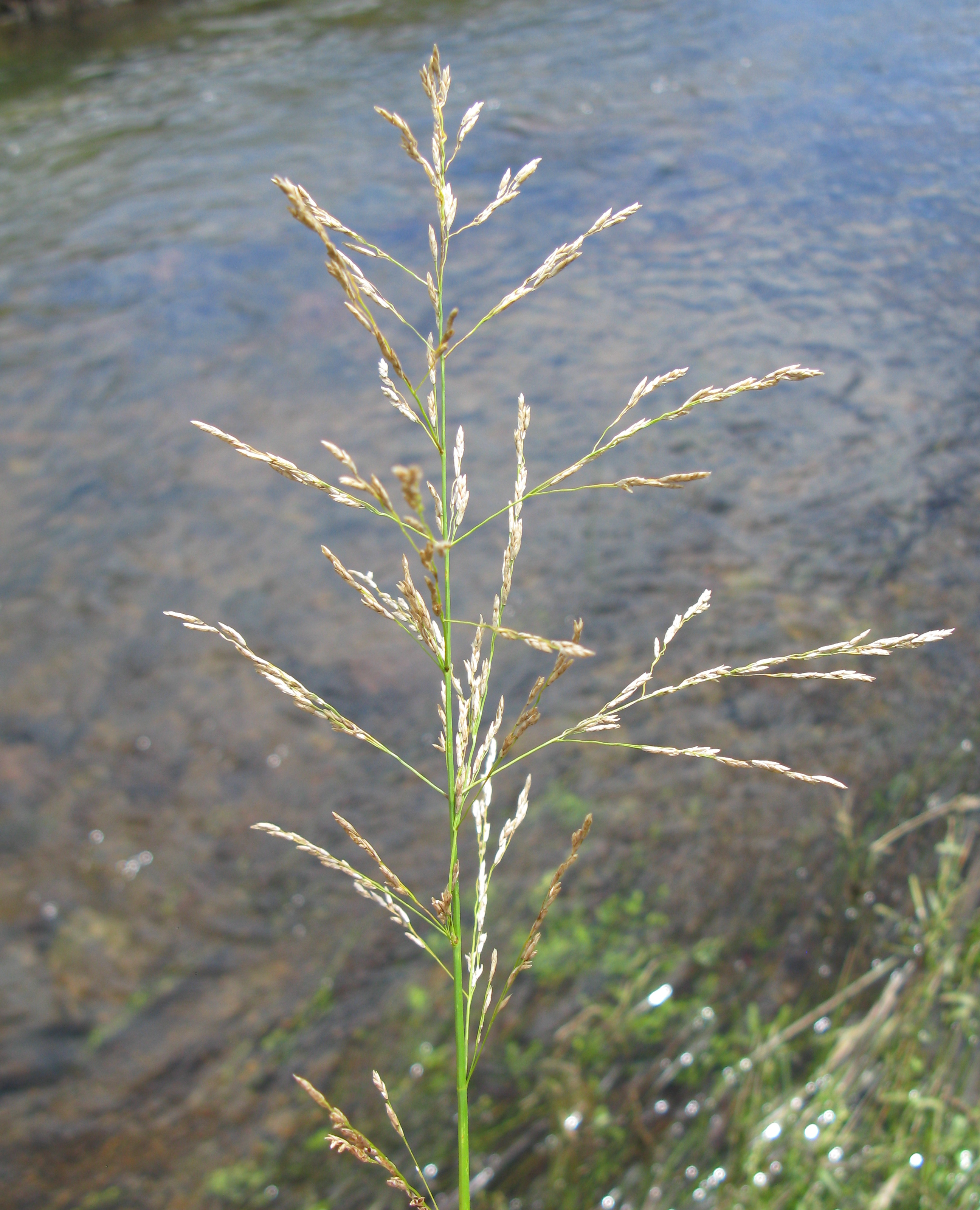
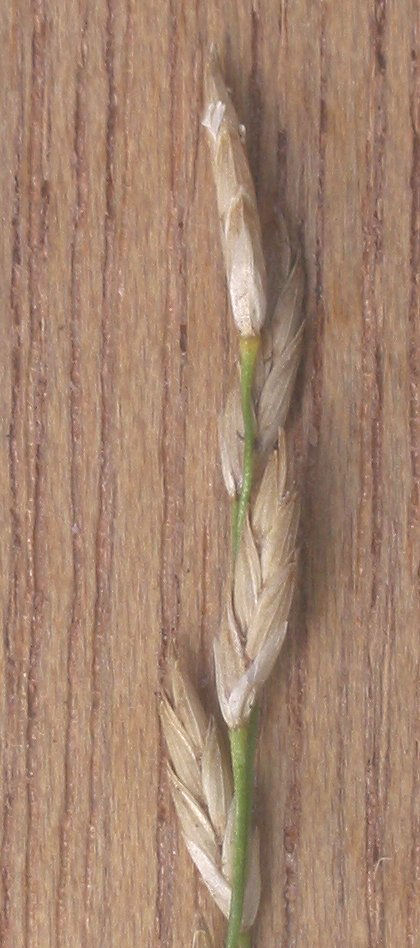
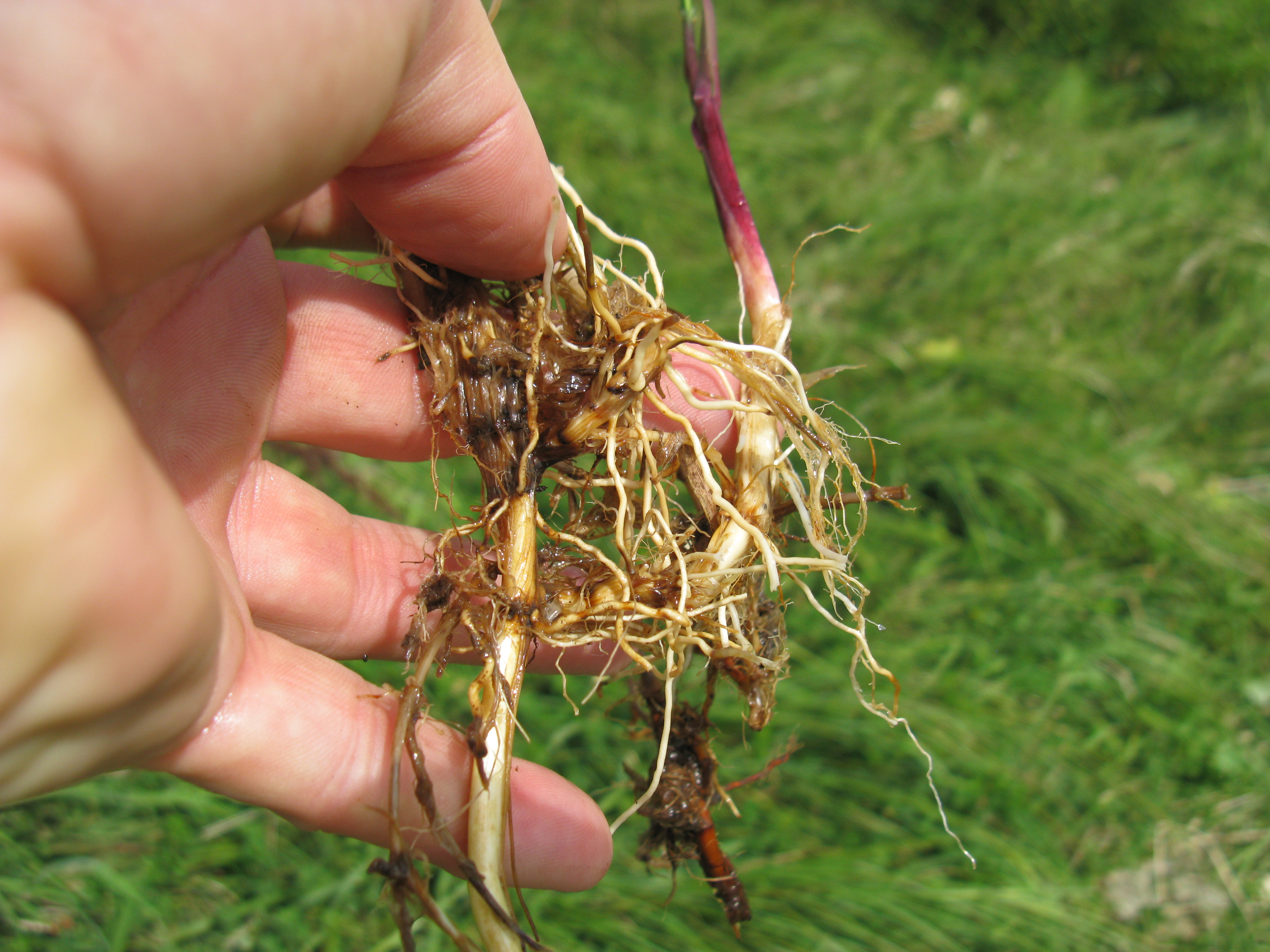
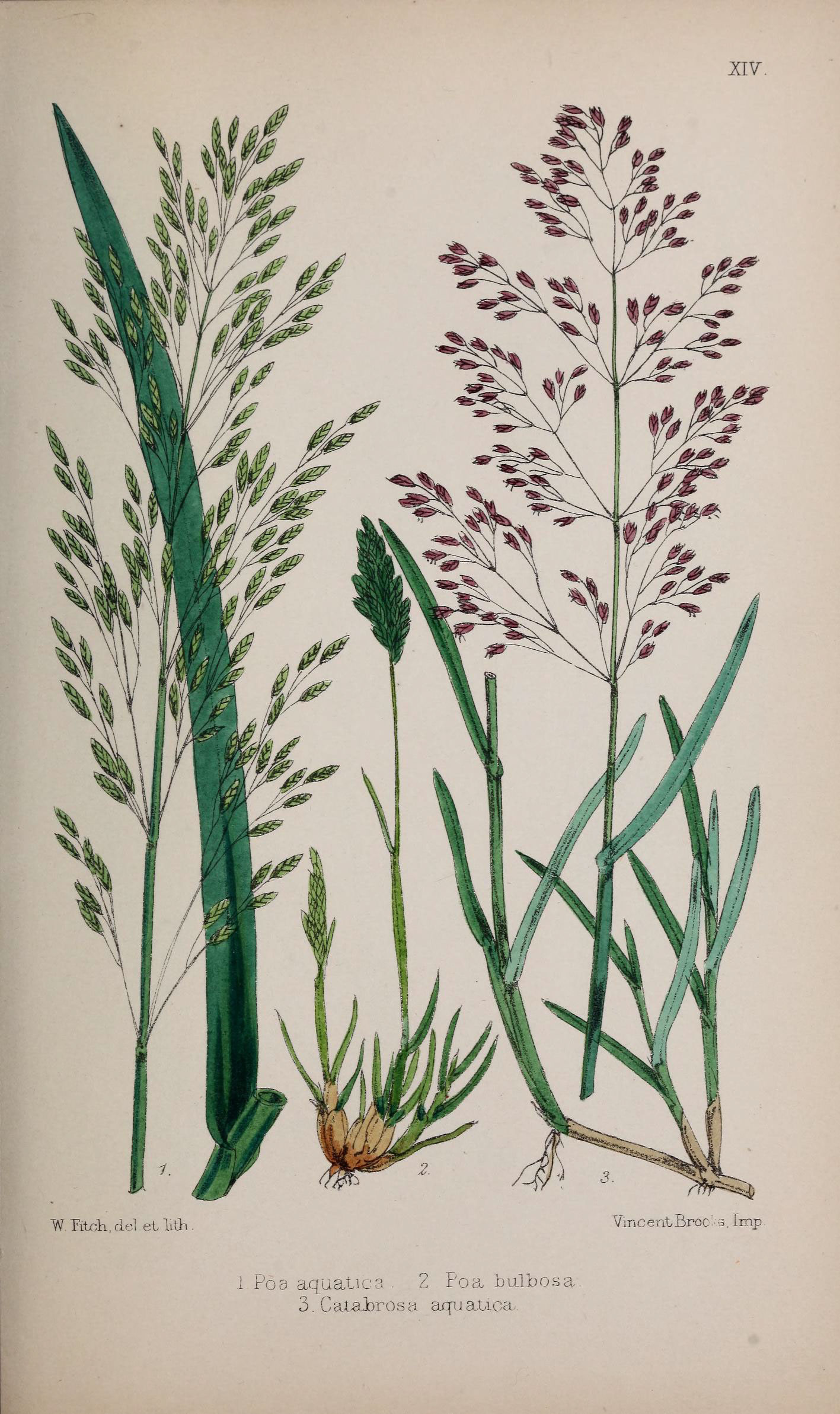